# Erythrina elenae
Erythrina elenae là một loài rau đậu thuộc họ Fabaceae.
Loài này chỉ có ở Cuba. Chúng hiện đang bị đe dọa vì mất môi trường sống.